# Сейлор Марс
Сейлор Марс (яп. セーラーマーズ Сэ:ра: Ма:дзу) — одна из главных персонажей метасерии «Сейлор Мун». Её настоящее имя — Рэй Хино (яп. 火野レイ Хино Рэй). Она является жрицей синто, школьницей, обладающей способностью превращаться в одного из воинов в матроске, а также предсказывать будущее с помощью огня. Она, в отличие от других Сейлор Воинов, обладает чисто японской внешностью.

## Описание персонажа
Сейлор Марс — воин, найденный Сейлор Мун вторым после Сейлор Меркурий. Она является вторым лидером внутренних воинов после Сейлор Венеры.
Кроме основных событий «Сейлор Мун» Рэй появляется в коротких манга-историях. Первая, Casablanca Memories, полностью посвящена ей и её прошлому; во второй, Rei and Minako’s Girls School Battle, она является главной героиней вместе с Минако Айно. Также было выпущено несколько image song для неё, включая три CD-сингла.
В сериале «Евангелион» с целью завлечь в команду режиссёра «Сейлор Мун» Кунихико Икухару в её честь была названа одна из главных героинь — Рей Аянами.

## Отличия в аниме и манге
История Рэй не меняется сильно от версии к версии произведения. Она работает в качестве мико, храмовой служительницы, в храме Хикава (яп. 火川神社 хикава дзиндзя) и имеет там двух ручных воронов. В манге указывается, что в детстве они «сказали» ей, что их зовут Фобос и Деймос (с др.-греч. «страх» и «ужас») — это названия спутников планеты Марс. В манге она изображена хладнокровной, серьёзной и практичной, недоверяющей большинству мужчин и охлаждающей подруг, когда они влюблялись. В других версиях её характер отличается.
В аниме Рэй вспыльчивая, приземлённая, помешанная на парнях и амбициозная, желающая в один день стать певицей, моделью и сэйю и, конечно, выйти замуж. Она также интересуется поп-культурой и демонстрирует свои музыкальные таланты, такие как игру на гитаре, пение и написание собственных песен для школьного фестиваля. По малейшему поводу задирает Усаги, считая, что она ведёт себя как ребёнок. В ходе сериала она становится спокойнее, но всё же больше походит на типичного подростка, чем в манге. Хитоси Дои утверждает, что за большинство изменений, произошедших с Рэй в аниме, отвечает один из режиссёров сериала — Кунихико Икухара.
Рэй посещает иную школу в отличие от других девочек — частную школу для девочек T*A — католическое учебное заведение, управляемое монахинями, хотя она сама практикует синто. Её мать умерла, когда Рэй была маленькой; её отец — известный политик, больше беспокоящийся о своей карьере, чем о семье (хотя в игровом сериале он всё-таки пытается вмешиваться в жизнь дочери), и навещает её только на дни рождения. В пятом сезоне выясняется, что у Рэй также есть двоюродный брат.
Прочие персонажи при первой встрече часто отмечают красоту и элегантность Рэй; благодаря этим чертам Луна даже подозревает, что Рэй может быть потерянной принцессой.

## Формы
| Форма                | Манга  | Аниме     | PGSM  |
| -------------------- | ------ | --------- | ----- |
| Рэй Хино             | Акт 3  | 10 серия  | Акт 2 |
| Сейлор Марс          | Акт 3  | 10 серия  | Акт 3 |
| Вторая (Супер) форма | Акт 36 | 143 серия | —     |
| Принцесса Марса      | Акт 41 | —         | —     |
| Третья форма воина   | Акт 42 | —         | —     |

Как персонаж с несколькими реинкарнациями, особыми силами, трансформациями и долгим временем жизни, растянутым между эрой Серебряного Тысячелетия и 30-м веком, по ходу серии Рэй получает разные формы и псевдонимы.

### Сейлор Марс
В форме воина Рэй становится Сейлор Марс. Её форма выполнена в красном и фиолетовом цвете.
По-японски планета Марс называется Касэй (яп. 火星), где первый кандзи значит «огонь», а второй указывает на небесный объект. Несмотря на использование римского имени планеты, силы Сейлор Марс связаны с огнём из-за этого аспекта японской мифологии. Большая часть её способностей — это непосредственные атаки, хотя, как жрица, она также может предсказывать будущее по огню, предчувствовать опасность и изгонять злых духов. В манге она указывается как второй лидер воинов-хранителей после Сейлор Венеры. Особенно значим этот факт в игровом телесериале.
Становясь сильнее, Сейлор Марс получает новые способности, а в ключевые моменты, чтобы отразить это, изменяется и внешний вид её формы. Первое такое изменение происходит в 36 акте манги, когда она получает кристалл Марса и её внешний вид становится похож на Супер Сейлор Мун. В манге новый титул ей при этом не даётся. Похожее событие имеет место в аниме между 143 и 152 сериями и тут уже ей даётся новое имя Супер Сейлор Марс. Третья форма появляется только в манге в 42 акте, также без специального названия, но выглядит аналогично Вечной Сейлор Мун только без крыльев.

### Принцесса Марса

Символ планеты Марс

Во времена Серебряного Тысячелетия Сейлор Марс также являлась принцессой своей родной планеты. Она была среди тех, чьей обязанностью было охранять Принцессу Серенити. Как принцесса Марса носит красное платье и живёт в замке Фобос-Деймоса. В таком виде она появляется в оригинальной манге и на дополнительных артах.
Однажды Наоко Такэути изобразила её в объятиях Джедайта, но никаких дальнейших намёков на их романтические отношения не было в аниме 90-х «Сейлор Мун», но были намёки в манге и в аниме «Sailor Moon Crystal» и в игре «Sailor Moon Another Story».
Имеет собственных слуг — Фобоса и Деймоса. Их имена совпадают с именами спутников планеты Марс.

## Способности
К и без того широким магическим способностям Сейлор Марс прибавляются ещё и всевозможные способности мико. Ещё до того как стала сейлором, Рэй умела не только медитировать, но и мастерски предсказывать будущее, «управлять огнём». Также и в бою, и в жизни она пользуется заклинаниями — таковым, например, является «Всё, что движется ко мне, пусть движется обратно!» и «Злой дух, изыди!».
Рэй должна превратиться в воина, чтобы использовать свои силы. Для этого ей надо поднять в воздух специальный предмет (ручку, браслет, палочку или кристалл) и произнести специальную фразу:
- Mars Power, Make Up! — эти слова Рэй произносит, чтобы перевоплотиться в Сейлор Марс.
- Mars Star Power, Make Up! — используется Рей для перевоплощения в Сейлор Марс. Эту силу Рэй дали коты. Она в десятки раз сильнее предыдущей.
- Mars Crystal Power, Make Up! — Рэй перевоплощается в Супер Сейлор Марс. В аниме эта сила была дана Пегасом.

| Атаки                                                | Атаки               | Атаки                                                                   | Атаки                | Атаки |
| ---------------------------------------------------- | ------------------- | ----------------------------------------------------------------------- | -------------------- | ----- |
| Японское название                                    | Английское название | Русское название                                                        | Первое использование |       |
| 悪霊退散 акурё: тайсан!                              | Evil Spirit Begone! | Злой дух, изыди!                                                        | 10 серия             |       |
| ファイヤー・ソウル файя: со:ру                       | Fire Soul!          | «Дух огня», «Огненная душа»                                             | 10 серия             |       |
| ファイヤー・ソウル・バード файя: со:ру ба:до         | Fire Soul Bird!     | «Душа огненной птицы», «Огненная птица души»                            | 54 серия             |       |
| バーニング・マンダラー ба:нингу мандара:             | Burning Mandala!    | «Горящая мандала», «Пылающая мандала»                                   | 63 серия             |       |
| マーズ・フレイム・スナイパー ма:дзу фурэйму сунайпа: | Mars Flame Sniper!  | «Огненная стрела Марса», «Огненный лук Марса», «Огненный выстрел Марса» | 152 серия            |       |

## Разработка персонажа
Идентичный Рэй персонаж в одежде мико был впервые представлен в набросках к предполагавшемуся аниме Codename: Sailor V под именем Мияби Ёруно. Художница Наоко Такэути подтвердила, что именно этот персонаж впоследствии стал Рэй, и что образ мико основан на личном опыте создательницы, бывшей мико в храме Сиба Дайдзингу во время учёбы в колледже. Такэути также сообщила, что к ней часто приставали клиенты храма, что раздражало и эти отношения были перенесены и на персонажа.
Храм Хикава, в котором живёт и работает Рэй, основан на реально существующем храме Хикава. Только их запись в кандзи различается: в оригинальном 氷川神社 используется иероглиф, значащий «лёд», когда как в вымышленном он заменён на иероглиф со значением «огонь».
Изначально дизайн костюма Сейлор Марс, как и других, был полностью уникальным. Красные туфли на высоком каблуке были в костюме изначально. Позже Наоко Такэути выразила удивление старыми набросками и заявила, что не помнит, как она их рисовала. В ходе разработки медальон, располагавшийся у неё на талии в начале манги, она также носила и без превращения, как ожерелье.
Также замечено, что цвета её униформы как воина совпадают с цветами одежды мико. Она является персонажем, крепче других связанных с японскими традициями.

## Актрисы
В аниме Рэй озвучивала Митиэ Томидзава. После завершения работы Томидзава написала в артбуке, что работа над «Сейлор Мун» была «прямо как магия» для неё. В новом сериале Sailor Moon Crystal Рей озвучивала Рина Сато.
В мюзиклах роль Рэй в разное время исполнило восемь актрис: Хироко Накаяма, Мисако Котани, Асука Умэмия, Хироми Сакаи, Эри Канда, Мэгуми Ёсида, Айко Кавасаки и Риса Хомма.
В телесериале Pretty Guardian Sailor Moon Рэй сыграла Кэйко Китагава. Кроме того на детских фотографиях и в воспоминаниях её изображали Харухи Мидзукуро и Акира Танака.